# Domiciliu convențional
Domiciliul convențional (numit și domiciliu ales) este o sintagmă ce desemnează, în mod generic, adresa la care o anumita persoană cere instanței de judecată, în condițiile legii, sa se considere ca domiciliază o perioadă determinată de timp ori într-un scop bine determinat (spre exemplu comunicarea diferitelor acte de procedură).
Domiciliul convențional nu se identifică cu domiciliul real, el este doar un artificiu juridic generat prin efectul unei convenții accesorii, având menirea sa determine o prorogare de competenta prin voința părților.
Problema stabilirii unui domiciliu convențional se pune ori de cate ori părțile unui contract au interesul ca eventualele interese izvorâte din acel contract sa fie soluționate de către o alta instanță decât aceea care, potrivit regulilor dreptului comun, are o atare competență.
Într-o atare situație, ele pot introduce în convenția lor o clauză accesorie prin care să indice instanța competentă.